# Solanum mammosum
Solanum mammosum è una pianta appartenente alla famiglia delle Solanaceae. Cresce nelle zone tropicali ed il suo habitat originario è il nord del Sud America e le isole dei Caraibi. A causa dei suoi frutti dalla forma insolita, viene occasionalmente coltivata come pianta ornamentale.

## Descrizione

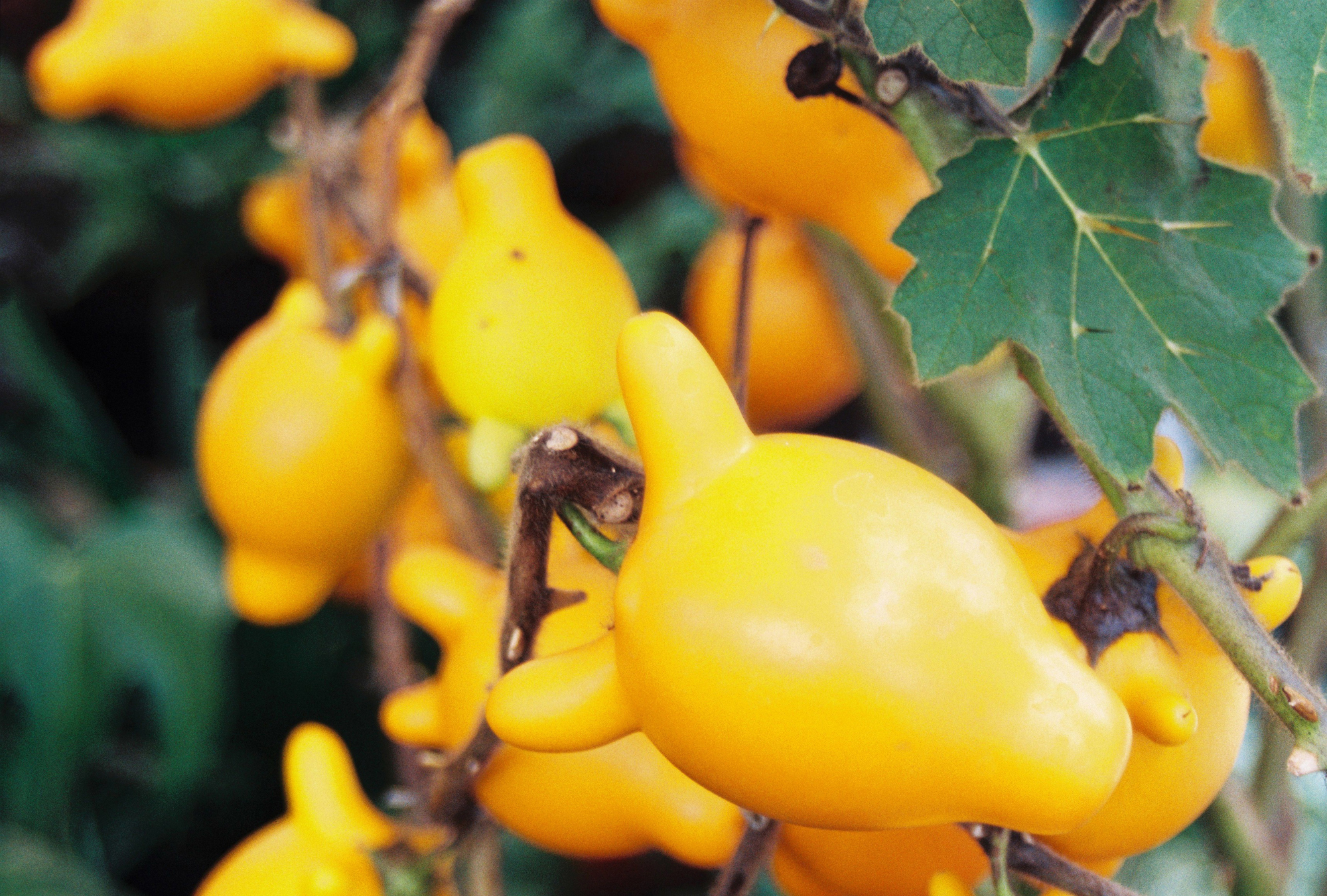
Frutti di S. mammosum

S. mammosum è un arbusto alto da 0,5 a 2 m, il cui fusto si dirama appena sopra la base e spesso fiorisce quando è ancora erbaceo. Il fusto verde o viola ha un diametro fino a 4 cm alla base ed è sezione circolare. A protezione del fusto sono presenti spine appuntite, diritte o ricurve, che di solito sono lunghe 5-20 mm.
Le foglie sono semplici e le più grandi hanno dimensioni variabili tra 8-17 × 9-20 cm. Queste sono di forma arrotondata e relativamente sottili. La base della foglia è a forma di cuore mentre le estremità sono appuntite. Il bordo fogliare è lobato da un quarto alla metà e divide solitamente la foglia in due paia di lobi fogliari.
Sia il fusto che le foglie sono ricoperti di tricomi traslucidi semplici, lunghi da 2 a 3,2 mm sul fusto e da 1,4 a 1,8 m sulle foglie.

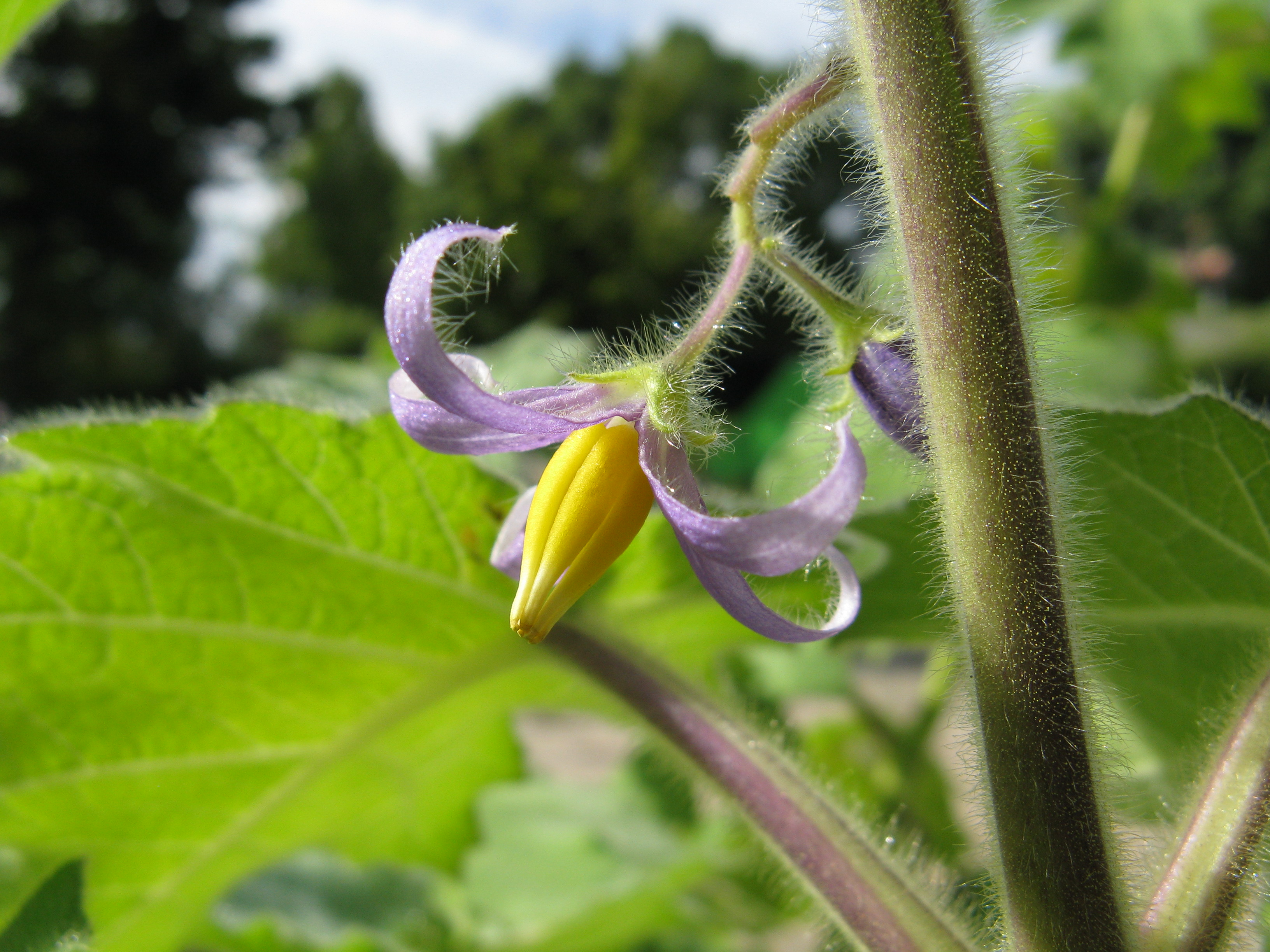
Fiore di S. mammosum

Le infiorescenze sessili si trovano all'esterno delle ascelle fogliari, non sono ramificate e sono costituite da due a dieci fiori. I boccioli sono inizialmente viola chiaro, man mano che crescono assumono inizialmente una forma conica che si estende dal centro fino alla punta del bocciolo. Le piante sono andromonoiche, poiché dei fiori di un'infiorescenza solo quello più basso è ermafrodita fertile mentre gli altri fiori fertili sono puramente maschili. Solo occasionalmente si formano due, e in casi eccezionali fino a cinque, frutti per infiorescenza.
La corolla del fiore è blu-viola, ha un diametro da 1 a 2 cm ed è a forma di stella. I petali sono relativamente sottili. L'esterno della corona è ricoperto di una fine peluria di tricomi.

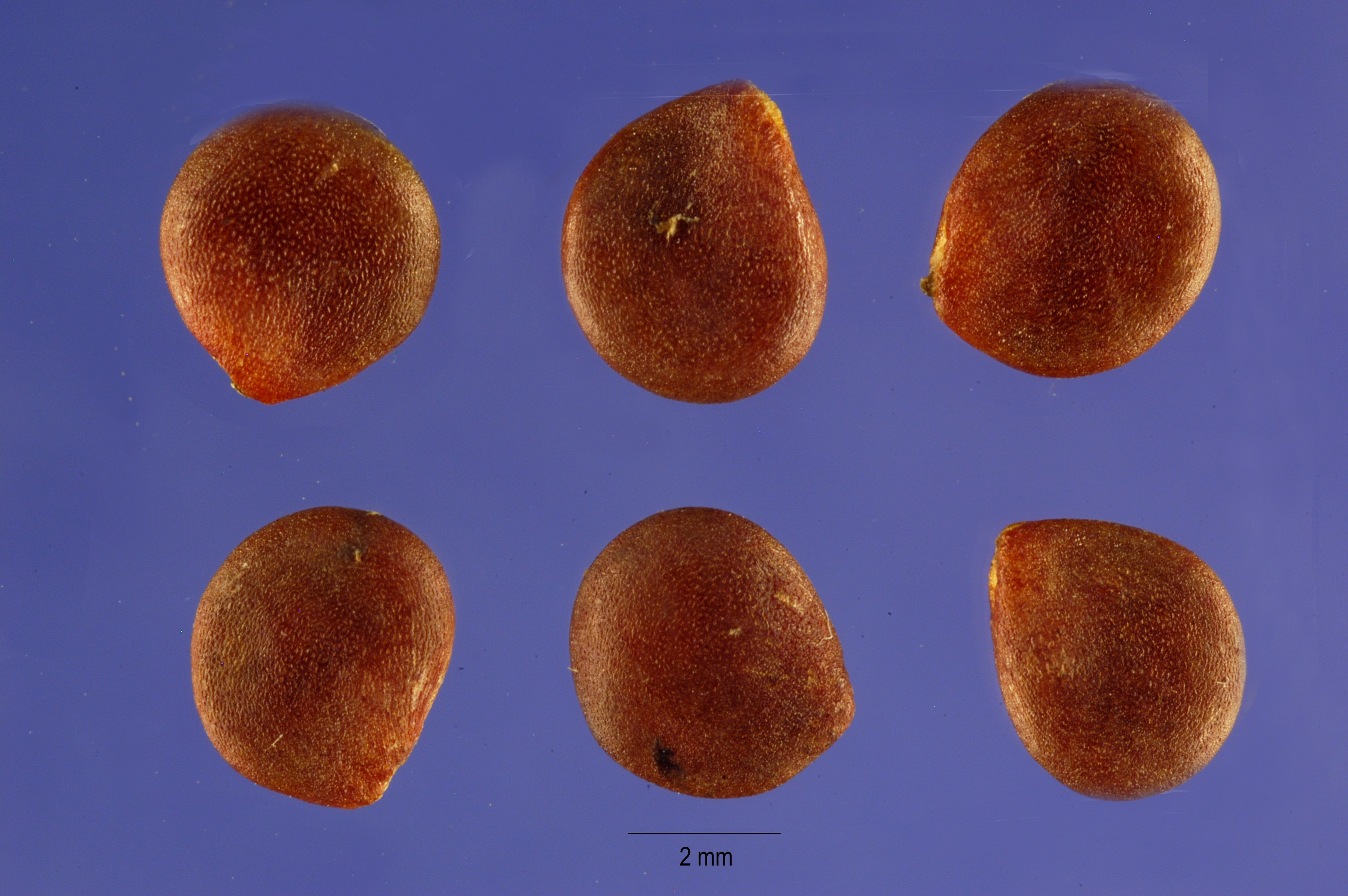
Semi di S. mammosum

I frutti sono bacche di diametro compreso tra 3,5 e 5,5 m, occasionalmente sono sferici o depresso-sferici e solitamente il frutto si restringe in un “capezzolo” cilindrico appuntito che misura fino a 2 × 2,5 cm. In totale, il frutto sarà quindi lungo tra 4 e 8 cm. Ciò rende il frutto uno dei frutti più grandi del genere Solanum. Spesso, cinque (o raramente meno, fino a una sola) appendici cilindriche o ovoidali si formano alla base del frutto. Queste appendici nascono da proiezioni inizialmente biancastre, simili a dita, che emergono dall'ovaio e si trovano tra gli stami.
Dopo l'impollinazione, i frutti acerbi sono inizialmente giallo-verdi o biancastri, ma man mano che si sviluppano diventano verde più scuro. I frutti maturi sono di colore giallo brillante o giallo-arancio, diventando più scuri e opachi (fino a diventar marroni con il passare del tempo). In condizioni ideali i frutti maturi possono persistere a lungo sulla pianta. L'esocarpo è lucido, coriaceo e glabro, il mesocarpo è spugnoso, bianco e spesso circa 7 mm. L'ovario, inizialmente bicamerale, si sviluppa in una bacca monocamerale attraverso la dissoluzione della placentazione assiale superiore. Questo crea una cavità di circa 2,5 cm di diametro, in cui i semi sono inglobati in una polpa leggermente verdastra. I semi hanno dimensioni di 3-3,5 mm × 4-4,5 mm × 1 mm e sono di forma quasi circolare, piatti e di colore bruno giallastro. La loro superficie è finemente bucherellata e quasi liscia. Dopo circa tre mesi il frutto comincia a seccare, indipendentemente dal fatto che sia ancora sulla pianta oppure no. I semi restano fertili per circa sei mesi.

## Distribuzione e habitat
La specie è limitata esclusivamente alle aree tropicali ed è originaria della parte settentrionale del Sudamerica e forse delle isole dei Caraibi. Si trova comunemente nelle isole dei Caraibi, nell'America centrale tra il Messico meridionale e Panama e in un arco che si estende dalla Bolivia nordoccidentale attorno al bacino amazzonico fino alla Guyana. La specie si trova solo raramente e sporadicamente nel bacino amazzonico e sulla costa orientale del Brasile. In alcune altre aree si trova occasionalmente come pianta introdotta, sebbene piuttosto rara in Africa e più comune nell'arcipelago malese.
S. mammosum cresce come parte della flora ruderale su pascoli, bordi stradali, discariche di rifiuti e terreni coltivati. La specie preferisce climi tropicali caldi con piogge abbondanti almeno occasionali. Di solito si ritrova tra il livello del mare e altitudini fino a 100 m, ma lo si può trovare anche a quote fino a 1800 m. Fiori e frutti vengono prodotti tutto l'anno senza alcuna tendenza evidente.
Si ritiene che la specie si sia diffusa presto nel continente americano grazie a persone che riconobbero la tossicità del frutto e lo utilizzarono. Poiché la pianta cresce bene nelle discariche di rifiuti e in luoghi simili, è stata in grado di diffondersi ampiamente. Non si può dire con certezza se la formazione evolutiva dei “capezzoli” sia avvenuta prima o dopo questa diffusione.

## Usi
A causa dei loro frutti accattivanti, le piante di S. mammosum vengono occasionalmente coltivate come piante ornamentali. Ciò ha portato, tra l'altro, a selezionare anche piante meno spinose.
Gli uomini guatemaltechi che tornavano dai tradizionali pellegrinaggi a Esquipulas ogni gennaio indossavano spesso filamenti di Tillandsia usneoides, intrecciati con i frutti gialli brillanti di S. mammosum, sui loro cappelli. Questa tradizione può probabilmente essere fatta risalire ad un antico rituale di fertilità. Secondo quanto riferito, in Perù le piante vengono coltivate per utilizzare i frutti velenosi come veleno per topi. In Venezuela si dice che i frutti fossero usati contro gli scarafaggi e come veleno per la cattura dei pesci.